# Albizia canescens
Albizia canescens es una especie fanerógama perteneciente a la familia de las fabáceas. Es endémica de Australia.

## Descripción
Es un árbol, que alcanza un tamaño de 2-10 m de altura, con flores sésiles, 4-7 en grupos finales; las hojas bipinnadas, del mismo color. Las flores de color crema-blanco, se producen en enero-febrero en suelos de arena y arcilla, en zonas de infiltración y en barrancos en Australia Occidental.

## Taxonomía
Albizia canescens fue descrita por  George Bentham  y publicado en Flora Australiensis: a description . . . 2: 423. 1864.
Etimología
albizia: nombre genérico dedicado a Filippo del Albizzi, naturalista italiano del siglo XVIII que fue el primero en introducirla en Europa en el año 1740 desde Constantinopla.
canescens: epíteto latino que significa "canoso, pelo gris".
Sinonimia:
- Albizia plurijuga Domin[4]